# البدور الجنوبية (سيدي اليماني)
البدور الجنوبية هي إحدى مشيخات المملكة المغربية، تتبع جغرافيا لعمالة طنجة أصيلة وإداريًا لسيدي اليماني. يقدر عدد سكانها بـ 4540 نسمة حسب الإحصاء الرسمي للسكان والسكنى لسنة 2004.